# Dear and the Headlights
I Dear and the Headlights sono stati un gruppo musicale statunitense formatosi nel 2005 a Phoenix, in Arizona, e scioltosi nel 2011.

## Formazione

### Ultima
- Ian Metzger – voce, chitarra acustica (2005-2011)
- PJ Waxman – chitarra solista, voce secondaria (2005-2011)
- Robert Cissell – chitarra ritmica, tastiera (2007-2011)
- Patrick Taylor – basso (2010-2011)
- Mark Kulvinskas – batteria (2007-2011)

### Ex componenti
- Joel Marquard – chitarra ritmica, tastiera, voce secondaria (2005-2007)
- Chuckie Duff – basso, tastiera (2005-2009)

## Discografia
- 2007 – Small Steps, Heavy Hooves
- 2008 – Drunk Like Bible Times